# Los Cuatro Cantones

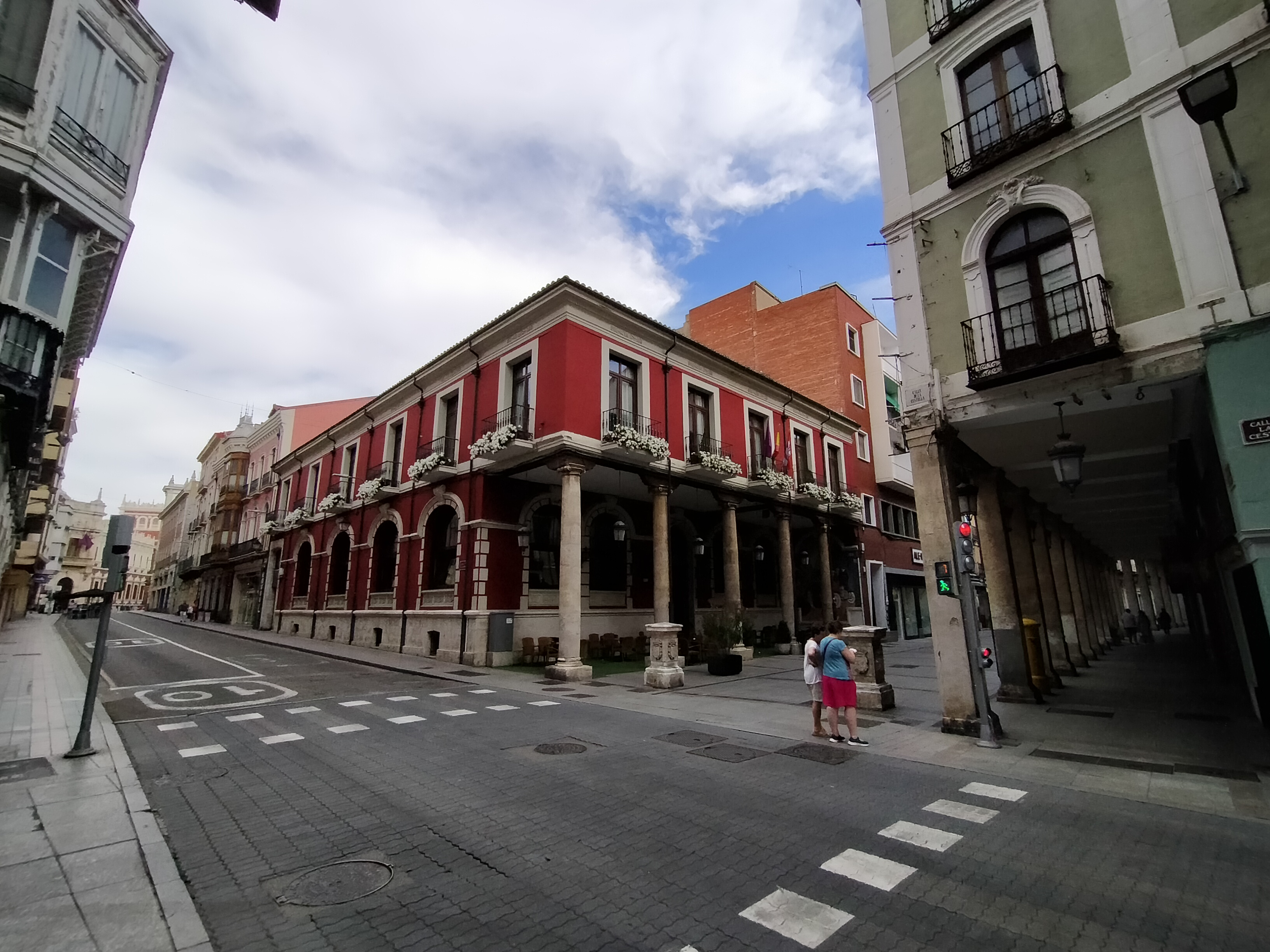
Vista de Los Cuatro Cantones con el Casino de Palencia de frente y la Calle Mayor de Palencia

Los Cuatro Cantones es uno de los puntos más populares y concurridos de la ciudad de Palencia, en Castilla y León, España. Es el centro geográfico de la ciudad de Palencia. Se trata de un cruce entre las calles Mayor, Don Sancho y la Cestilla. No es sólo un mero lugar de encuentro sino que es uno de los lugares con mayor cantidad de comercios de firmas con renombre además de ser paso obligado de desfiles y procesiones. Desde él se accede a gran cantidad de monumentos importantes.
A pesar de que oficialmente no se contempla como plaza o cruce su nombre es conocido y utilizado por todos los que lo conocen. El origen de su nombre le viene del hecho de dividir el centro de la ciudad en cuatro áreas o cantones y no, como a menudo se piensa, de las cuatro pilastras prismáticas con los emblemas de Palencia que se encuentras en las "esquinas" del espacio que ocupa.
- Datos: Q5979615